# 天然温泉 海王
天然温泉 海王（てんねんおんせん かいおう）は、富山県射水市鏡宮にある温泉施設である。有限会社天然温泉海王により運営されている。

## 泉質
当温泉施設の源泉の正式名称は、『新湊温泉』である。露天風呂にて提供されている。
- 塩化物強塩温泉[4]
  - 源泉温度：50.3℃[4]
  - 湧出量：毎分320 リットル[4]
  - pH：7.5[2]
  - 溶存物質：14,431mg/kg[2]
  - 神経痛、運動麻痺、冷え性、五十肩、うちみ、くじき、慢性消化器病、慢性皮膚病などに効果がある[4][5]（※いずれも効能はその効果を万人に保証するものではない）。

地下1,200 mから汲み上げた源泉100 %かけ流しの温泉で、日本でも珍しい高濃度のナトリウムイオンやメタケイ酸が含まれている他、市販の炭酸入浴剤の約10倍の溶存ガスを含んだ温泉となっている。
内湯、ナノ炭酸泉、水風呂は射水平野の伏流水を使用している。

## 施設概要
高岡市の銭湯経営者により建設された鉄筋一部2階建て、延床面積980 m2の建物で、2005年6月13日にオープンした。館内には大浴場や露天風呂やサウナ（フィンランドのストーンサウナ『ikiサウナ』）、水風呂、ジャグジー、マッサージ室、大広間などがあり、玄関入り口脇には無料の足湯が備えられている。この他、約300台分の駐車場も完備されている。また、男性専用のサウナパーク、女性専用の泥パック風呂も用意されている。
館内にはアニメキャラのフィギュアやお面、人形、レトロゲームや子供用のおもちゃが並べられている。
女湯の露天風呂には、当館のキャラクター『タコのすみことぽんちゃん』の滑り台が備えられている。
2021年11月末には、全国各地の温浴施設の入場券が入ったカプセル自動販売機（ガチャガチャ）を施設内に配置した。
2023年12月18日のリニューアルにより、男性露天風呂の拡張や富山県内初のCUBERサウナの導入などが行われた。

## 周辺の施設など
- 道の駅カモンパーク新湊
- 射水市新湊博物館